# Los Llanos de Aridane
Los Llanos de Aridane je občina province Santa Cruz de Tenerife na Kanarskih otokih v Španiji. Je na zahodu otoka La Palma, v dolini Aridane. Z 20.930 prebivalci (2013) je najbolj naseljena občina La Palme.

## Zgodovina
Avgusta 1812 je bilo ustanovljeno mesto Los Llanos. Takrat je obsegalo še mesta El Paso, Tazacorte in Argual. Leta 1837 je bil El Paso ločen od Los Llanosa. Leta 1925 je bil Tazacorte, ki je bil takrat najbolj naseljeno in gospodarsko najbolj razvito mesto v občini, ločen od Los Llanosa.

## Geografija
Občina obsega 35,79 kvadratnih kilometrov. Njegova nadmorska višina je 325 metrov in ima dolžino obale 6,43 km. Njegove glavne soseske so: Los Llanos, Argual, Montaña Tenisca, El Roque, Los Barros, La Laguna, Todoque, Las Manchas de Abajo, Puerto Naos, Triana, Retamar Jedey in El Remo. Občina je eden od gospodarskih motorjev otoka z gospodarstvom, ki temelji na bananah in turizmu.

## Zanimivosti
- Mestna hiša: Sprva je bila v tradicionalni hiši na mestu, kjer je danes sodoben Dom kulture. Sedanja stavba Mestne hiše, ki zaznamuje regionalistični slog arhitekta Tomasa Machada, je bila zgrajena leta 1945. Fasada štrli nad previsnimi balkoni in je pokrita s ploščicami, na slednjem pa je okno s stebrom z rešetko mudéjar. Dvorana hrani sedem oljnih slik Antonia Palme Suareza Gonzaleza, ki reproducirajo zgodovinske dogodke in prizore.
- Plaza de España: Španski trg in njegova okolica sta upravno središče življenja, rekreacije, zgodovinski kraj, ki ga je treba obiskati, ter kraj srečanja in počitka za vse državljane in obiskovalce, kjer so najbolj reprezentativne stavbe tega mesta. Plaza sje v središču mesta in nedavna obnova tlaka (leto 2000) in ureditev okoliških ulic za pešce je spodbudila dinamiko v življenju ljudi. V njegovi bližini je 11 osupljivih indijskih lovorjev (Ficus microcarpa), ki so jih skupaj s kraljevimi palmami priseljenci sredi 19. stoletja prinesli s Kube, da bi jim polepšali vožnjo po domačem mestu. Ti lovorikovci so postali simbol mesta in navdih pesnikom in popotnikom.
- Llano de Argual: kraj, kjer se je začela gospodarska zgodovina doline Aridane in govori o sijaju obdobja, zahvaljujoč uporabi vode La Caldere za namakanje prej polj trsa in zdaj območij banan. V El Llanu so štirje stari dvorci iz 17. in 18. stoletja: hiša Ontanilla Velez, hiša Massieu Van Dalle (last Cabildo Isular in spremenjena v razstavni center, razstavni prostor in turistično informacijsko pisarno), hiša Poggio Maldonado in hiša Sotomayor (najstarejši ohranjen).
- Plaza de Los Cuatro Caminos: ta trg ali mirador, ki ga je zasnoval vsestranski otoški umetnik Luis Morera, je nastal med letoma 1993 in 1996 in je znan po čudovitem mozaiku, v katerem so banke zgradile pergole s keramičnimi ploščicami, oder, narejen kamnov lave in rastlinami, ki pripadajo kanarskemu rastlinstvu.
- Plaža Puerto Naos: je na najboljšem območju zahodno od otoka, z blagimi temperaturami skozi vse leto, kar ji je omogočilo pridobitev modre zastave zahvaljujoč svojim storitvam in kristalni vodi. Ima bulvar, ki poteka vzdolž celotne naravne plaže s črnim peskom, kjer se ljudje lahko sprehajajo ali posedijo na terasi bara in opazujejo morje, plažo ali čudovit [uredniško] sončni zahod do sončnega zahoda.
- Plaža Charco Verde: zaliv s črnim peskom južno od Puerto Naosa, kjer je starodavni vroč izvir, ki so ga nekoč uporabljali v medicinske namene. Nagrado Modra zastava je prvič prejel leta 2009.

- Fasada mestne hiše
- Plaza España v Los Llanos de Aridane s cerkvijo Nuestra Señora de los Remedios
- Dvorec Massieu v Llano de Argual
- Plaža Puerto Naos